# I Married a Monster from Outer Space
I Married a Monster from Outer Space ist ein in Schwarzweiß gedrehter, US-amerikanischer Science-Fiction-Film aus dem Jahr 1958. Regie führte Gene Fowler junior.
Der Film erzählt von der frisch verheirateten Marge Farrell, die kurz nach der Hochzeit eine merkwürdige Veränderung an ihrem Mann Bill bemerkt: Er verliert jeden emotionalen Bezug zu seiner Frau und nimmt völlig andere Gewohnheiten an. Bald muss sie feststellen, dass Bill nicht der einzige Mann im Ort ist, der sich in eine fremde Person verwandelt.

## Handlung
Kurz nach ihrer Hochzeit bemerkt Marge Farrell, dass ihr Mann Bill sich seltsam verhält. Er zeigt keinerlei emotionalen Bezug zu seiner Frau, zu anderen Menschen oder Tieren. Zudem ist sie besorgt, weil sie nicht schwanger wird. Bald stellt sie fest, dass die Ehemänner in ihrem Bekanntenkreis sich ebenfalls ungewohnt benehmen. Eines Nachts folgt sie Bill bei einem Spaziergang und muss erkennen, dass er in Wahrheit ein Außerirdischer ist: Im Wald nimmt Bill eine unmenschliche Gestalt an und verschwindet im Inneren eines Raumschiffs. Später erzählt er ihr, dass alle Frauen auf seinem Heimatplaneten gestorben sind. Um ihre Rasse vor dem Aussterben zu bewahren, schlüpfen er und seine Begleiter in die Körper von irdischen Männern, um sich so zu vermehren. Marge will die anderen Bewohner der Stadt warnen, aber zu viele Männer sind bereits „ausgetauscht“ worden, der örtliche Polizeichef eingeschlossen. Ihr Hausarzt glaubt ihr und stellt einen Suchtrupp zusammen, um die Invasoren in ihrem Versteck aufzuspüren. Gewehrkugeln können den Außerirdischen nichts anhaben, aber sie sind wehrlos gegen die von den Männern mitgeführten Schäferhunde, deren Angriff sie allesamt zum Opfer fallen. Im Raumschiff finden die Männer die noch lebenden Entführten, deren Körper dupliziert wurden, unter ihnen auch Bill. Auf dem gesamten Erdball starten Raumschiffe, um eine neue Zuflucht zu suchen.

## Hintergrund
I Married a Monster from Outer Space wurde von Paramount Pictures produziert. Die Dreharbeiten endeten im Mai 1958, am 10. September feierte der Film seine Premiere in Los Angeles, im Oktober startete er in den amerikanischen Kinos. In der BRD wurde der Film nicht gezeigt.

## Kritiken
Aufgrund seines exploitativen Titels wurde I Married a Monster from Outer Space lange Zeit von der Kritik und von Filmhistorikern ignoriert, gewann jedoch in den letzten Jahren die Gunst einiger Rezensenten. Danny Peary beschrieb ihn in Cult Movies als „intelligenten, atmosphärischen und subtilen Science-Fiction-Thriller“, Tom Milne vom Magazin Time Out entdeckte „gute darstellerische Leistungen, eine beeindruckend stimmungsvolle Kameraarbeit und ein aufregendes Finale“, und Leonard Maltin bezeichnete ihn als „gelungene Aufbereitung von Invasion of the Body Snatchers“ mit „einigen schönen, unheimlichen Momenten“.

## Thematik
The Aurum Film Encyclopedia befand, dass „obwohl der Film ein Produkt des Kalten Kriegs war, im Rückblick sein Kommentar zur Beziehung zwischen den Geschlechtern interessanter und verstörender erscheint“. Die Andeutung eines Subtextes von „sexuellem Angstgefühl“ durch Tom Milne wurde durch Georg Seeßlen noch stärker betont. Seeßlen zog eine direkte Verbindung von I Married a Monster from Outer Space und Attack of the 50 Foot Woman (1958) zur „Schwarzen Serie“: „Das Misstrauen zwischen Männern und Frauen, seit den Filmen der ‚Schwarzen Serie‘ immer wieder aufgegriffenes Thema des Films, läßt […] die Ehe als unentrinnbare Falle erscheinen, in der einer von beiden sterben muss […]“

## DVD-Veröffentlichung
In den USA brachte Paramount den Film 2004 auf DVD heraus. Anders als die 1998 erschienene VHS-Version, die ein Open-Matte-Vollbild im Format 1,33:1 aufwies, reduzierte die DVD das sichtbare Bild auf das aktuelle 16:9-TV-Format (1,78:1). Die Internet Movie Database führt 1,85:1 Breitwand als das ursprünglich vorgesehene Bildformat an.
Das Label L’Atelier 13 veröffentlichte eine DVD für den spanischen Markt unter dem Titel Me casé con un monstruo del espacio exterior.
Eine deutsche DVD-Veröffentlichung steht bislang aus.